# Josep Burgaya i Riera
Josep Burgaya y Riera (Las Masías de Voltregá, 1960) es un historiador y político español. Doctor en Historia Contemporánea por la Universidad Autónoma de Barcelona, desde 1986 es profesor titular de la Universidad de Vic. Adscrito a la Facultad de empresa y Comunicación, de la que fue decano entre 1995 y el 2002, ha impartido docencia en materias de historia económica, de evolución del pensamiento contemporáneo y de organizaciones internacionales políticas y económicas, a las titulaciones de Empresariales, Periodismo, Publicidad y Relaciones Públicas y Comunicación Audiovisual. Actualmente,  es también director académico del Instituto Catalán de la Economía Verde (InCEV).

## Biografía
Entre el 2003 y el 2011, fue regidor del Ayuntamiento de Vic en representación del PSC, donde fue teniente de alcalde de Economía y Hacienda y presidente de Impevic. Fue miembro del consejo de administración de Caixa Catalunya. Ha publicado El futuro ya no es el que era. Reflexiones de urgencia en tiempo de incertidumbre (Prosa, 2013), El Estado de bienestar y sus detractores. A propósito de los orígenes y la encrucijada del modelo social europeo en tiempos de crisis (Octaedro, 2013).
Ha recibido el premio Joan Fuster de ensayo el 2013, en el marco de los premios Octubre, con lo obra Economía del absurdo. Cuando comprar más barato contribuye a quedarse sin trabajo, que publicará en catalán la editorial Tres y Cuatro.
Durante el 2015 colaboró como fuente del programa de La Sexta Salvados "Fashion victims", junto con el Partido SAIn, Setem, Illa Bufarda y otras organizaciones y personas.
El 18 de febrero de 2016, participó en el ciclo de conferencias "La trastienda de Inditex" organizada por el Partido SAIn con una charla titulada. Los efectos de la deslocalización, en Santiago de Compostela.